# D.E.B.S.
D.E.B.S. är en amerikansk långfilm från 2004 i regi av Angela Robinson, med Sara Foster, Jordana Brewster, Meagan Good och Devon Aoki i rollerna.

## Handling
I de nationella proven finns ett ovanligt prov gömt - ett prov som mäter hur bra man är på att skada, ljuga, spionera och mörda. Skolflickor som klarar det får gå med i D.E.B.S. (Discipline, Energy, Beauty, Strength eller Disciplin, Energi, Skönhet, Styrka), en hemlig regeringstjänst. Max, Amy, Dominique och Janet kommer med i D.E.B.S. under ledning av Max och skickas ut på ett uppdrag för att skaffa information om tjuven Lucy Diamond när hon ska på ett möte med den ryska lönnmördaren Ninotchka Kaprova. Men inget är som förväntat och mötet visar sig vara en "Blind date" ordnad av Lucys högsta anhängare och bäste vän Scud. Ovanför Lucys och Nitotchkas bord på restaurangen Les deux amours hänger teamet i selar i taket när de blir avbrutna av Amys före detta pojkvän Bobby, som vill ha tillbaka ett armband Amy fått av honom.

## Om filmen
Filmen är inspelad i Los Angeles och hade världspremiär vid Sundance Film Festival den 22 januari 2004, den har inte haft svensk biografpremiär.
D.E.B.S. står för Discipline Energy Beauty Strength.

## Rollista
| Sara Foster           | – Amy          |
| Jordana Brewster      | – Lucy Diamond |
| Meagan Good           | – Max          |
| Devon Aoki            | – Dominique    |
| Jill Ritchie          | – Janet        |
| Geoff Stults          | – Bobby        |
| Jimmi Simpson         | – Scud         |
| Jessica Cauffiel      | – Ninotchka    |
| Christina Kirk        | – Madeleine    |
| Holland Taylor        | – Ms. Petrie   |
| Michael Clarke Duncan | – Mr. Phipps   |
| J.B. Ghuman Jr.       | – Dustin       |
| Scoot McNairy         | – Stoner       |

## Musik i filmen
- The District Sleeps Alone Tonight framförd av The Postal Service
- Girls, skriven av Tim Holmes och Richard Maguire, framförd av Death In Vegas
- A Little Respect framförd av Erasure
- Into The Morning framförd av The Weekend
- Parade, skriven av Doug Erickson, Shirley Manson och Steve Marker, framförd av Disposal Unit
- Take Me To The Backseat, framförd av The Donnas
- The Dance, framförd av The Music
- Sha La La, skriven av Jill Cuniff, Sam Hollander och David Schommer, framförd av Cooler Kids
- Viva La Fever, skriven av Jill Cuniff, Sam Hollander och David Schommer, framförd av Cooler Kids
- To Get Down, framförd av Timo Maas
- When Do You Play?, framförd av Arizona
- Telling You Now, framförd av Jessy Moss
- Be Like Water, framförd av Sarah Fimm
- Police State, skriven av Doug DeAngelis, framförd av Messy
- Temptation, framförd av New Order
- Another Girl, Another Planet, skriven av Peter Parrett, framförd av The Only Ones
- Love Cats, skriven av Robert J. Smith, framförd av The Cure
- Emerge (Junkie XL Remix), framförd av Fisherspooner
- The Test, skriven av Steven Stern
- Argument, framförd av Robots in Disguise
- Crystalline Green, framförd av Goldfrapp
- Strict Machine, framförd av Goldfrapp